# Oscar Benton
Oscar Benton (Haarlem, 1949. február 3. – IJmuiden, 2020. november 8.) holland dzsesszénekes. Mandolinozni és hegedülni tanult. 1967-ben megalapította az Oscar Benton Blues Bandet. A zenekar 1968-ban a hollandiai loosdrechti Jazz Fesztivál második helyezettjeként vált ismertté.

## Pályafutása
Több ismert holland zenész játszott az Oscar Benton Blues Bandben, például Rob van Donselaar és Rob ten Bokum, valamint a későbbi Barrelhouse együttes tagjai: Johnny és Gus Laporte (gitár), Han van Dam (zongora) és Jan Willem Sligting (basszus).
1972- 1974-ben Bentonnak volt néhány slágere a holland Top 40-ben. 1972-ben két kislemeze felkerült a slágerlistákra Monica Verschoor énekesnővel. Az 1973-as Bensonhurst blues című dal, (amelyet Art Kaplan írt és énekelt), 1981-ben nemzetközi slágerré vált, miután Alain Delon a Pour la peau d'un flic című filmje használta. Franciaországban a slágerlisták első helyén szerepelt.
Oscar Benton 2020 novemberében, 71 éves korában szívleállás következtében meghalt. Roel és Mees van Dalen dokumentumfilmet készítettek életéről.

## Albumok
- Feel so good (1968, Oscar Benton Blues Band)
- The blues is gonna wreck my life (1969, Oscar Benton Blues Band)
- Benton '71 (1971, The Oscar Benton Blues Band)
- Draggin' round (1972, Oscar Benton and his Band)
- Bensonhurst blues (1981)
- My kind of blues (1983)
- Blues party (1989, Oscar Benton & Blues Band)
- Best part of my life (1994)
- I am back (2018)
- Mirrors don't lie (2019)

## Filmek
- Oscar Benton az IMDb-n

## Díjak
- 1968: Loosdrechti Jazz Fesztivál, második helyezett